# Nederlands Verbond van Vakverenigingen

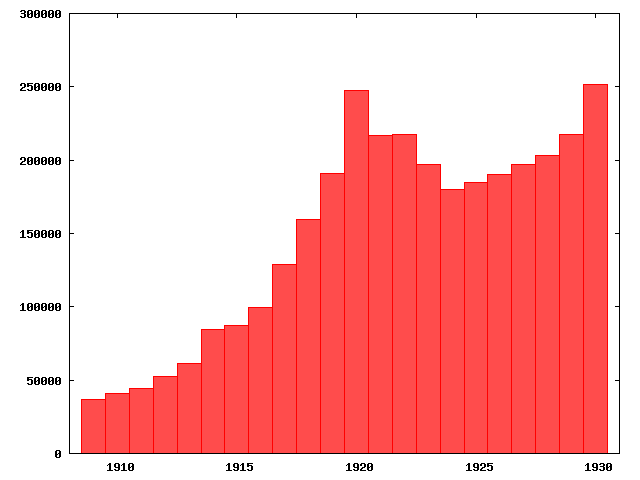
Ledenaantallen, 1909-1930

Het Nederlands Verbond van Vakverenigingen (NVV) is een voormalige vakcentrale, opgericht op 1 januari 1906 door vijftien vakbonden. Het NVV ging in 1977 samen met het Nederlands Katholiek Vakverbond op in de FNV.
Het NVV was de vakcentrale van de sociaaldemocratische zuil. De oprichting van het NVV was voortgekomen uit de spoorwegstakingen van 1903. Eerste voorzitter, Henri Polak, was tevens voorzitter van de Algemene Nederlandse Diamantbewerkersbond. Vanaf het begin van de Tweede Wereldoorlog tot 1942 was het NVV in nationaalsocialistische handen, waarna ze de centrale ophieven. In 1942 werden de bezittingen en vermogens overgenomen door de nieuw opgezette vakbeweging Nederlands Arbeidsfront, die naar Duits model was opgezet. NSB'er Henk Woudenberg, die van 1940 tot 1942 voorzitter was van het NVV, ging leiding geven aan het Nederlands Arbeidsfront.

## Beelden
- NSB-propagandafilm uit 1941 met beelden van een Amsterdamse textielfabriek, waar arbeiders een ontspanningsavondje houden. Het avondje is georganiseerd door de NVV.
- Propagandafilm uit 1941 van de Filmdienst der NSB. De door NSB geannexeerde NVV heeft in verschillende plaatsen arbeidersvakantieoorden, de zogenaamde Troelstra-oorden. Beelden van arbeidersfamilies in deze vakantieoorden o.a. in Beekbergen.

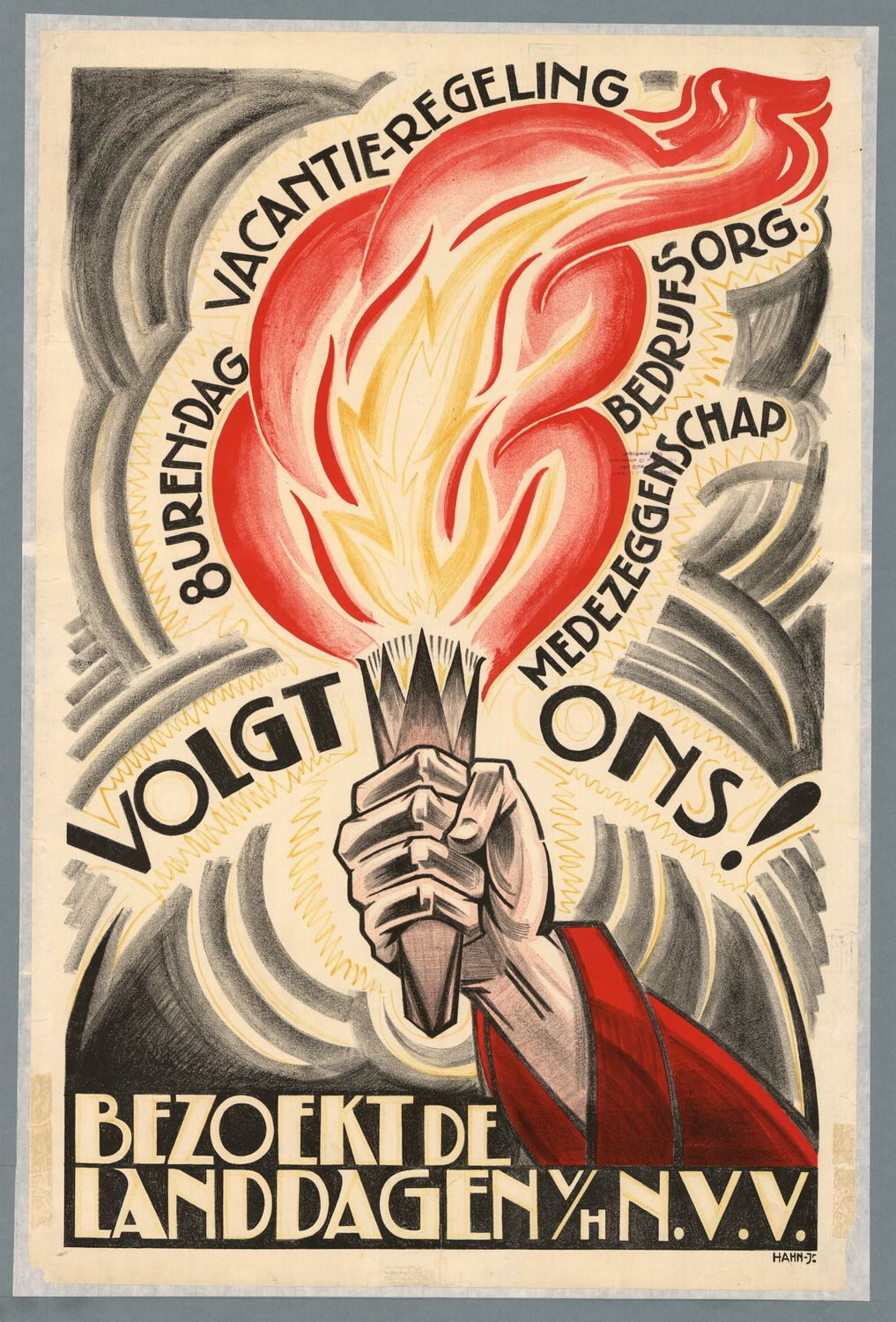
Poster voor de landdag van 1934 met daarop wapenfeiten van de vakbeweging: achturige werkdag, arbeidsvoorwaarde zoals vakantieregeling en medezeggenschap, ontworpen door Albert Hahn jr.